# Ямы (Волгоградская область)
Ямы — хутор в Среднеахтубинском районе Волгоградской области России. Входит в состав Клетского сельского поселения.

## История
По состоянию на 3 мая 1935 года посёлок входил в состав Новоахтубинского сельсовета Краснослободского района Нижне-Волжского края (с 1934 года — Сталинградский край, с 1936 года — Сталинградская область, с 1961 года — Волгоградская область). В 1955 году Новоахтубинский сельсовет был передан в состав Среднеахтубинского района. Согласно решению исполкома Волгоградского областного Совета депутатов трудящихся от 9 декабря 1967 года № 30/1592 «Об упорядочении административно-территориальных границ некоторых сельсоветов области» Новоахтубинский сельсовет был упразднён, а хутор Ямы передан в административное подчинение Кузьмичевского сельсовета, который в 1968 году был переименован в Клетский сельсовет.

## География
Хутор находится в юго-восточной части Волгоградской области, в пределах Волго-Ахтубинской поймы, на расстоянии примерно 17 километров (по прямой) к юго-западу от посёлка городского типа Средняя Ахтуба, административного центра района. Абсолютная высота — 3 метра ниже уровня моря.
Климат
Климат классифицируется как влажный континентальный с тёплым летом (согласно классификации климатов Кёппена — Dfa). Среднегодовая температура воздуха положительная и составляет + 8,6 °C. Средняя температура самого холодного месяца (января) составляет −7,3 °С, самого жаркого месяца (июля) — +24,6 °С. Расчётная многолетняя норма осадков — 375 мм. В течение года количество осадков распределено относительно равномерно: наименьшее количество осадков выпадает в марте (23 мм), наибольшее количество — в июне (38 мм).
Часовой пояс
Хутор Ямы, как и вся Волгоградская область, находится в часовой зоне МСК (московское время). Смещение применяемого времени относительно UTC составляет +3:00.

## Население
| 2010 |
| ---- |
| 400  |

Гендерный состав
По данным Всероссийской переписи населения 2010 года в гендерной структуре населения мужчины составляли 47,8 %, женщины — соответственно 52,2 %.
Национальный состав
Согласно результатам переписи 2002 года, в национальной структуре населения русские составляли 91 %.

## Инфраструктура
В Ямах функционируют основная школа (филиал средней школы х. Клетский) и фельдшерско-акушерский пункт.

## Улицы
Уличная сеть хутора состоит из 14 улиц и 6 переулков.